# Варшава-Саломеа
Варшава-Саломеа (пол. Warszawa Salomea) — пасажирська станція польської залізниці, розташована за станцією Варшава-Ракув у напрямку WKD, яка обслуговує приміські маршрути. 